# Donzige zaagpoot
De donzige zaagpoot (Scolopostethus puberulus) is een wants uit de onderfamilie Rhyparochrominae en uit de familie bodemwantsen (Lygaeidae).
De onderfamilie Rhyparochrominae wordt ook weleens als een zelfstandige familie Rhyparochromidae gezien in een superfamilie Lygaeoidea. Lygaeidae is conform de indeling van bijvoorbeeld het Nederlands Soortenregister.

## Uiterlijk
De donzige zaagpoot is 3,2 tot 4,3 mm lang. De wantsen van het geslacht Scolopostethus hebben aan de onderzijde van de dijen van de voorpoten een groot aantal kleine doorns. Ze hebben ook allemaal een witte vlek aan de zijkant (in het midden) van het halsschild (pronotum). Het bovenste deel van het halsschild is zwart en de onderste helft is bruin. De kleur van de antennes is vaak verschillend tussen de soorten. Van de antennes van de donzige zaagpoot zijn de eerste twee segmenten lichtbruin en de bovenste twee segmenten zijn donkerbruin. De lichte segmenten zijn sterk contrasterend met de zeer donkergekleurde segmenten. Ze zijn meestal kortvleugelig (brachypteer), maar ze kunnen ook langvleugelig (macropteer) zijn.

## Verspreiding en habitat
De soort is wordt in Europa vooral in Centraal-Europa gevonden. Naar het oosten toe is hij verspreid tot in het gebied rond de Zwarte Zee. Ze hebben een voorkeur voor vochtige tot natte leefgebieden die in ieder geval gedeeltelijk beschaduwd zijn.

## Leefwijze
De wantsen worden gevonden tussen het bladafval en mossen en klimmen zelden in planten. Verder is er over deze soort niet zo veel bekend. De imago’s overwinteren en er is één generatie per jaar.